# 有田博一
有田 博一（ありた ひろかず）は、日本の歯科医師。日本歯周病学会の理事、同時に学会認定の歯周病専門医・指導医である。東京都新宿区新宿四丁目にある有田歯科医院院長。東京都港区南青山にあるオーラルケアクリニック青山の歯科医師。和歌山県和歌山市出身。

## 略歴
- 1982年3月 - 日本大学松戸歯学部卒業。
- 1988年1月 -  東京都足立区に「有田歯科医院」を開業。
- 1998年8月 -「有田歯科医院」は東京都新宿区に移転。
- 1999年6月 - 日本臨床歯周病学会「広報委員長(2003年5月まで）」。
- 2001年8月 - 日本歯科審美学会入会。
- 2003年6月 - 日本臨床歯周病学会「関東支部支部長(2007年5月まで)」。
- 2004年8月 - 日本歯科審美学会「評議員」「認定士制度運営委員会委員（2006年3月まで）」。
- 2006年4月 - 日本歯科審美学会「セミナー委員会委員」。
- 2006年9月 - 日本歯周病学会「評議員」。
- 2007年6月 - 日本臨床歯周病学会「副理事長(2009年5月まで)」。
- 2009年4月 - 日本歯周病学会「認定医委員会委員(2011年3月まで)」。
- 2009年6月 - 日本臨床歯周病学会「専務理事(2011年5月まで)」。
- 2010年6月 - 日本臨床歯周病学会「副理事長（2015年5月まで）」。
- 2015年4月 - 日本歯科審美学会「常任理事」。
- 2015年6月 - 日本臨床歯周病学会「理事」。

### 有田歯科医院
1988年1月に東京都足立区にて有田歯科医院を開院。1998年に新宿区新宿四丁目に移転した。2012年9月22日には日本歯周病学会研修施設として登録（施設No.108）。

### オーラルケアクリニック青山
2016年4月2日、東京都港区南青山に開業した。予防歯科・デンタルクリーニングなどを中心にしたチーム医療型歯科クリニック。

## 著作
- 有田博一・若林勝夫『根面う蝕等に対する歯冠長伸長術の応用(その1) (その2・完)』日本歯科評論社、1993年7月。doi:10.11501/3462131。
- 有田博一ほか共著『「矯正治療における前処置としての歯周治療を考える」－重度歯周病患者への対応』医学情報社、2005年。
- 有田博一、若林健史、佐瀬聡良、長谷川嘉昭 編『見てわかる！　実践歯周治療』医歯薬出版〈月刊「デンタルハイジーン」別冊〉、2006年5月25日。 NCID BA77220127。
- 有田博一 編『歯周基本治療からメインテナンスまでを臨床家の立場から再考する-歯周基本治療の効果とその実践-』医歯薬出版株式会社、2007年。

## 所属団体
- 日本歯周病学会
- 日本臨床歯周病学会
- 日本歯科審美学会